# Jurowce (gromada w powiecie białostockim)
Jurowce – dawna gromada, czyli najmniejsza jednostka podziału terytorialnego Polskiej Rzeczypospolitej Ludowej w latach 1954–1972.
Gromady, z gromadzkimi radami narodowymi (GRN) jako organami władzy najniższego stopnia na wsi, funkcjonowały od reformy reorganizującej administrację wiejską przeprowadzonej jesienią 1954 do momentu ich zniesienia z dniem 1 stycznia 1973, tym samym wypierając organizację gminną w latach 1954–1972.
Gromadę Jurowce z siedzibą GRN w Jurowcach utworzono – jako jedną z 8759 gromad – w powiecie białostockim w woj. białostockim, na mocy uchwały nr 11/V WRN w Białymstoku z dnia 4 października 1954. W skład jednostki wszedł obszar dotychczasowej gromady Wólka Poduchowna wraz z obszarem l.p. N-ctwa Katrynka o pow. 897,49 ha ze zniesionej gminy Czarna Wieś; obszary dotychczasowych gromad Jurowce i Usowicze i obszar l.p. N-ctwa Dojlidy o pow. 290,64 ha ze zniesionej gminy Bacieczki; obszary dotychczasowych gromad Rybniki i Katrynka wraz z obszarem l.p. N-ctwa Dojlidy o pow. 3481,59 haze zniesionej gminy Obrubniki; oraz miejscowości Sochonie, Wólka i Woroszyły wraz z obszarem l.p. N-ctwa Katrynka o pow. 35,96 ha obejmujący oddział 1—b, wyłączone z miasta Wasilkowa; wszystkie w tymże powiecie. Dla gromady ustalono 15 członków gromadzkiej rady narodowej.
Gromadę Jurowce zniesiono 31 grudnia 1961, a jej obszar włączono do nowo utworzonej gromady Wasilków.